# Aéroport international Allama Iqbal
L'aéroport international Allama Muhammad Iqbal (code IATA : LHE • code OACI : OPLA) est le deuxième plus grand aéroport du Pakistan. Il est situé à Lahore, la deuxième plus grande ville du Pakistan, dans la province du Pendjab. Il se situe à environ 15 kilomètres du centre de la ville. L'aéroport a été baptisé en l'honneur du poète et philosophe Muhammad Iqbal.
Durant l'année 2007, près de 3 millions de passagers ont transité par l'aéroport international d'Allama Iqbal, ainsi que près de 40 000 avion. La plupart des vols sont assurés par la compagnie Pakistan International Airlines, qui relie cet aéroport avec 11 autres villes pakistanaises.

## Situation
| Bahawalpur Chitral Dalbandin Dera Ghazi Khan Dera Ismail Khan Faisalabad Gilgit Gwadar Islamabad Karachi Lahore Moenjodaro Multan Nawabshah Panjgur Peshawar Quetta Rahim Yar Khan Sialkot Sawan Sehwan · Sharif Sindhri Skardu Sukkur Turbat Zhob |

## Compagnies et destinations
| Compagnies                      | Destinations |
| ------------------------------- | --- |
| Air Arabia                      | Ras el Khaïmah |
| Airblue                         | Abou Dabi, Dubaï, Djeddah - Roi-Abdelaziz, Karachi-Jinnah, Riyad-roi Khaled, Charjah |
| AirSial                         | Karachi-Jinnah |
| Batik Air Malaysia              | Kuala Lumpur |
| Emirates                        | Dubaï |
| Etihad Airways                  | Abou Dabi |
| FlyBaghdad                      | Bagdad, Nadjaf |
| Fly Jinnah                      | Karachi-Jinnah |
| Flynas                          | Dammam-roi Fahd, Djeddah - Roi-Abdelaziz, Riyad-roi Khaled |
| Gulf Air                        | Manama-Bahreïn |
| Jazeera Airways                 | Koweït |
| Kish Air                        | Mechhed-Shahid H. Nejad |
| Kuwait Airways                  | Koweït |
| Mahan Air                       | Mechhed-Shahid H. Nejad, Téhéran-Imam-Khomeini |
| Neos                            | En saison charter: Milan-Malpensa |
| Oman Air                        | Mascate |
| Pakistan International Airlines | - Abou Dabi, - Manama-Bahreïn, - Bakou-H. Aliyev, - Damas, - Dammam-roi Fahd, - Doha-Hamad, - Dubaï, - Buraydah, - Gilgit, - Canton-Baiyun, - Islamabad-Benazir Bhutto, - Istanbul, - Djeddah - Roi-Abdelaziz, - Karachi-Jinnah, - Kuala Lumpur, - Koweït, - Médine-Prince M. Bin Abdulaziz, - Paris-Charles de Gaulle, - Quetta, - Riyad-roi Khaled, - Salalah, - Toronto (Pearson) |
| Qatar Airways                   | Doha-Hamad |
| Saudia                          | Djeddah - Roi-Abdelaziz, Médine-Prince M. Bin Abdulaziz, Riyad-roi Khaled |
| SaudiGulf Airlines              | Dammam-roi Fahd |
| Serene Air                      | Dubaï, Karachi-Jinnah, Quetta, Charjah |
| SriLankan Airlines              | Colombo-Bandaranaike |
| Thai Airways                    | Bangkok-Suvarnabhumi |
| Turkish Airlines                | Istanbul |
| Uzbekistan Airways              | Tachkent |
| Virgin Atlantic                 | Londres-Heathrow |

Édité le 11/03/2018 Actualisé le 15/11/2022

## Galerie de photos

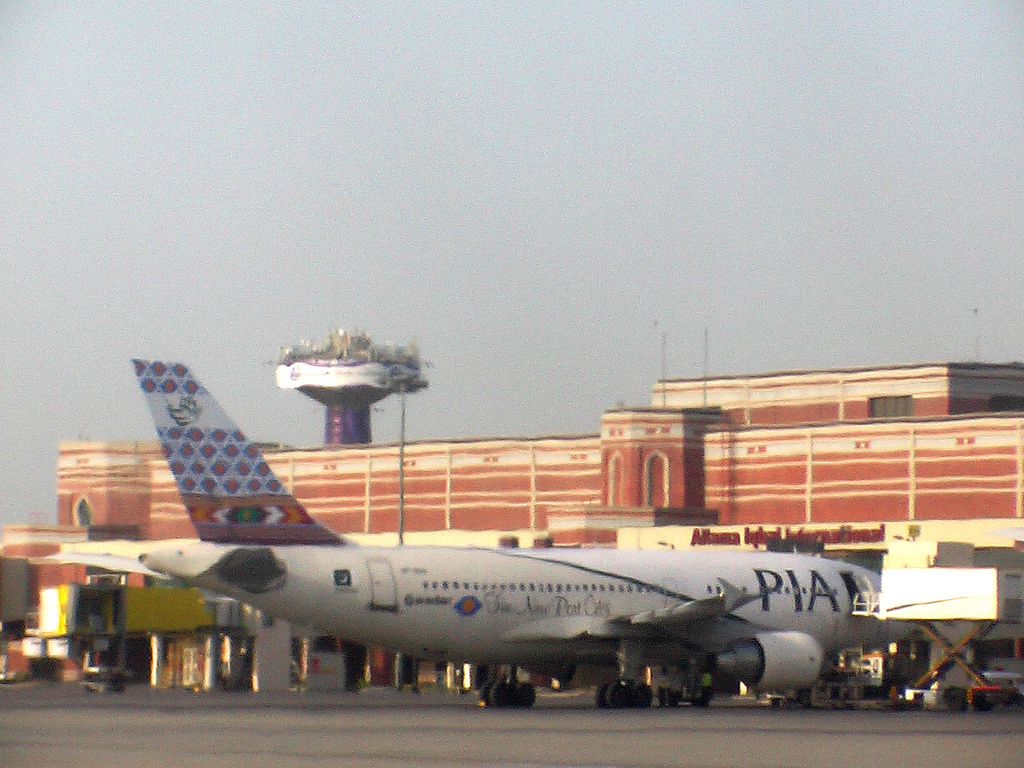
Un avion en chargement.
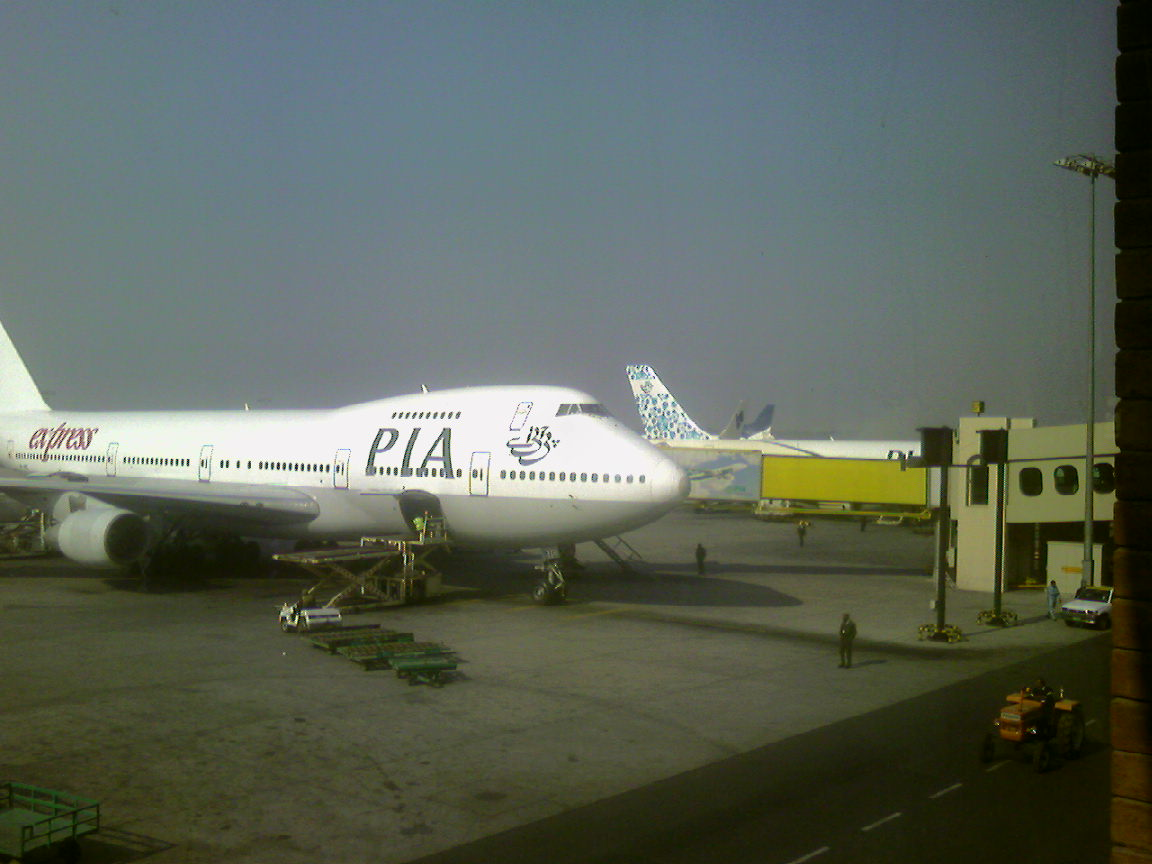
Un Boeing 747.